# The Dickies
The Dickies (também conhecida como Dickies) é uma banda estadunidense de punk rock formada em 1977 na cidade de Los Angeles, Califórnia.

## Discografia

### Álbuns
| Ano  | Título                           |
| ---- | -------------------------------- |
| 1979 | The Incredible Shrinking Dickies |
| 1979 | Dawn of the Dickies              |
| 1983 | Stukas Over Disneyland           |
| 1988 | Killer Klowns from Outer Space   |
| 1989 | Great Dictations                 |
| 1989 | Second Coming                    |
| 1991 | Locked 'N' Loaded Live In London |
| 1994 | Idjit Savant                     |
| 2001 | All This and Puppet Stew         |

### Singles
| Ano  | Título                           |
| ---- | -------------------------------- |
| 1978 | "Silent Night"                   |
| 1978 | "Eve of Destruction"             |
| 1978 | "Give It Back"                   |
| 1979 | "Banana Splits (Tra La La Song)" |
| 1979 | "Paranoid"                       |
| 1979 | "Nights in White Satin"          |
| 1979 | "Manny, Moe And Jack"            |
| 1980 | "Fan Mail"                       |
| 1980 | "Gigantor"                       |
| 1986 | "Killer Klowns"                  |
| 1994 | "Just Say Yes"                   |
| 1994 | "Roadkill"                       |
| 1996 | "Make It So"                     |
| 1998 | "My Pop the Cop"                 |
| 2001 | "Free Willy"                     |